# کولای (سولواووا)
کولای (به ترکی استانبولی: Kolay) یک منطقهٔ مسکونی در ترکیه است که در سولواووا واقع شده‌است.